# Humor escatológico

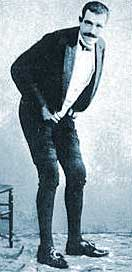
Le Pétomane.

El humor escatológico es un subgénero de la comedia y la sátira que trata hechos y cuestiones relacionados con actos fisiológicos y corporales como son la defecación, la flatulencia, la micción o el vómito, y está íntimamente relacionado con el humor sexual.
La comedia griega antigua (Aristófanes, por ejemplo) abundaba en humor de este tipo. Y hubo humor escatológico también en la comedia latina. 
Para algunas culturas, el humor escatológico se considera un tabú, y este tipo de humor surge del rechazo de esos tabúes, siendo parte de la cultura moderna.